# وانگ شینگ
وانگ شینگ (انگلیسی: Wang Xing; ۱۸ فوریهٔ ۱۹۷۹ – ) کارآفرین و مدیر اجرایی اهل چین است، که در سال ۲۰۰۸ شرکت میتوان را تأسیس کرد.